# Personagens Mumin
Alguns dos muitos personagens Mumin são: Sniff, Snufkin, Muminpappa, Muminmamma, Mumintroll (Mumin), Mymble, Groke, Snork Maiden e Hattifatteners.
Um grande número de personagens aparecem na série Mumin escrita por Tove Jansson. Os nomes originais em sueco apresentados com as etimologias e associações de palavras sugeridas por Yvonne Bertills em sua dissertação de 2003.

## Personagens principais

### Moomintroll

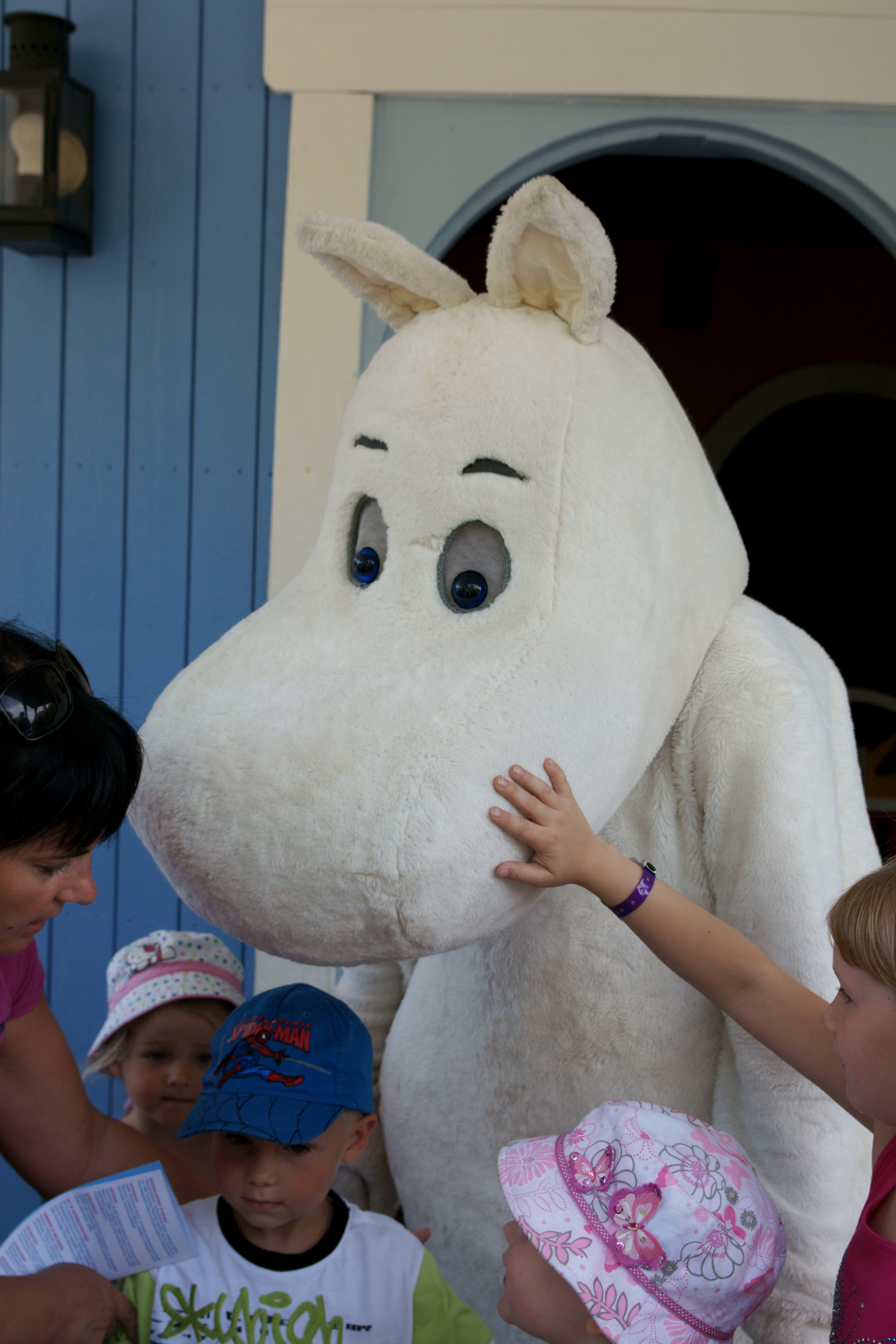
Mumintroll

Mumintroll (em sueco: Mumintrollet – criado como mumin + troll, "troll"; também simpleamente Mumin) is the protagonista da maior parte dos livros.
Nas tiras de desenho animado Mumintroll se vê cercado por problemas sem fim. Ele é um "mumin" – um pequeno troll branco com um focinho grande e redondo, como o de um hipopótamo.
Mumin é muito próximo de Snorkmaiden. Eles têm um relacionamento muito doce e romântico nos primeiros livros. com tanta frequência e depois de ‘Muminland Midwinter’ Mumin se refere a Snorkmaiden como um amigo. Como o relacionamento deles é retratado varia entre as adaptações. Por exemplo, a série animada de 1990 o mostra consistentemente, embora timidamente, retribuindo suas afeições.
O melhor amigo dele é Snufkin. Snufkin é inspirado por Atos Wirtanen, amigo próximo de Tove Jansson e, em um ponto, noivo. Mumintroll também é um avatar de autor para Jansson, o que significa que os dois personagens foram baseados em amantes da vida real. Por causa desse paralelo da vida real, seu relacionamento às vezes é examinado no contexto de teoria queer.
Mumintroll was initially called "snork". Jansson described him as her alter ego. The character has a mostly positive reception from critics.
O asteroide 58345 Moomintroll foi nomeado em sua homenagem.

### Muminmamma
É a mãe de Moomintroll. Ela é muito carinhosa e calma. Ela quase nunca está sem sua bolsa, que contém itens essenciais como meias de lã, talco e casca de árvore. Ela faz barcos de casca de árvore todo verão, e o primeiro vai para seu favorito.

### Muminpappa
Muminpappa (em sueco: Muminpappan) – órfão em seus anos mais jovens, ele é uma alma um tanto inquieta que deixou o orfanato para se aventurar no mundo em sua juventude, mas agora se estabeleceu. Sua ânsia de tentar coisas novas geralmente coloca uma história em movimento. Ele geralmente usa uma cartola preta.

### Snorkmaiden
(em sueco: Snorkfröken – snorkig, "snooty, snotty"; fröken, "Miss") – Bela dama e admiradora de Mumintroll. Ela se apaixona por outros às vezes, mas retorna a Mumintroll antes que as coisas fiquem muito sérias. Ela tem cabelos loiros e ostenta uma tornozeleira dourada. Ela muda de cor de acordo com seu humor, com sua cor base nos livros descrita como amarelo-claro.)

### Snufkin
(em sueco: Snusmumriken – termo dialético snusmumrik ou mumrik, "velho que fala descuidadamente; velho rabugento, velho chato; velho que toma rapé; velho ranhoso ou desleixado", derivado de snus, "rapé, tabaco de mascar" + interjeição mum, também em língua mumla "resmungo", com desinência pejorativa -ik) - o melhor amigo de Moomintroll, filho do mais velho Mymble e do Joxter, e meio-irmão da filha do Mymble e do pequeno My. Snufkin usa roupas verdes velhas e um chapéu de aba larga que ele tem desde que nasceu. Ele mora em uma barraca, fuma cachimbo e toca gaita. Ele é baseado no ex-noivo de Tove Jansson Atos Wirtanen, que também era conhecido por vagar.
Ele vive um estilo de vida nômade, ficando em Muminvalley apenas na primavera e no verão, mas partindo para climas mais quentes no sul todo inverno..
O personagem tem uma recepção principalmente positiva tanto de fãs quanto de críticos.
Snufkin atua como protagonista principal no videogame de 2024 Melody of Moominvalley.

### Pequena My
(em sueco: Lilla My – my, "micron, (mu)") é uma Mymble pequena, determinada e ferozmente independente. Quando ela quer que algo seja feito, ela faz imediatamente. Ela é muito agressiva e totalmente desrespeitosa, mas pode ser uma boa amiga. Ela é meia-irmã de Snufkin e apareceu pela primeira vez em The Exploits of Moominpappa, em que sua pequena estatura é explicada como resultado de uma parada de crescimento].